# Poiana Negrii
Poiana Negrii – wieś w Rumunii, w okręgu Suczawa, w gminie Dorna Candrenilor. W 2011 roku liczyła 917 mieszkańców.